# Grandeur Motorcar Corp.
Grandeur Motorcar Corp. war ein US-amerikanischer Hersteller von Automobilen.

## Unternehmensgeschichte
Das Unternehmen wurde am 8. Oktober 1976 in Pompano Beach in Florida gegründet. Präsident war Charles R. Northey. Die Produktion von Automobilen begann. Der Markenname lautete Grandeur. Etwa 1983 oder 1989 endete die Produktion.

## Fahrzeuge

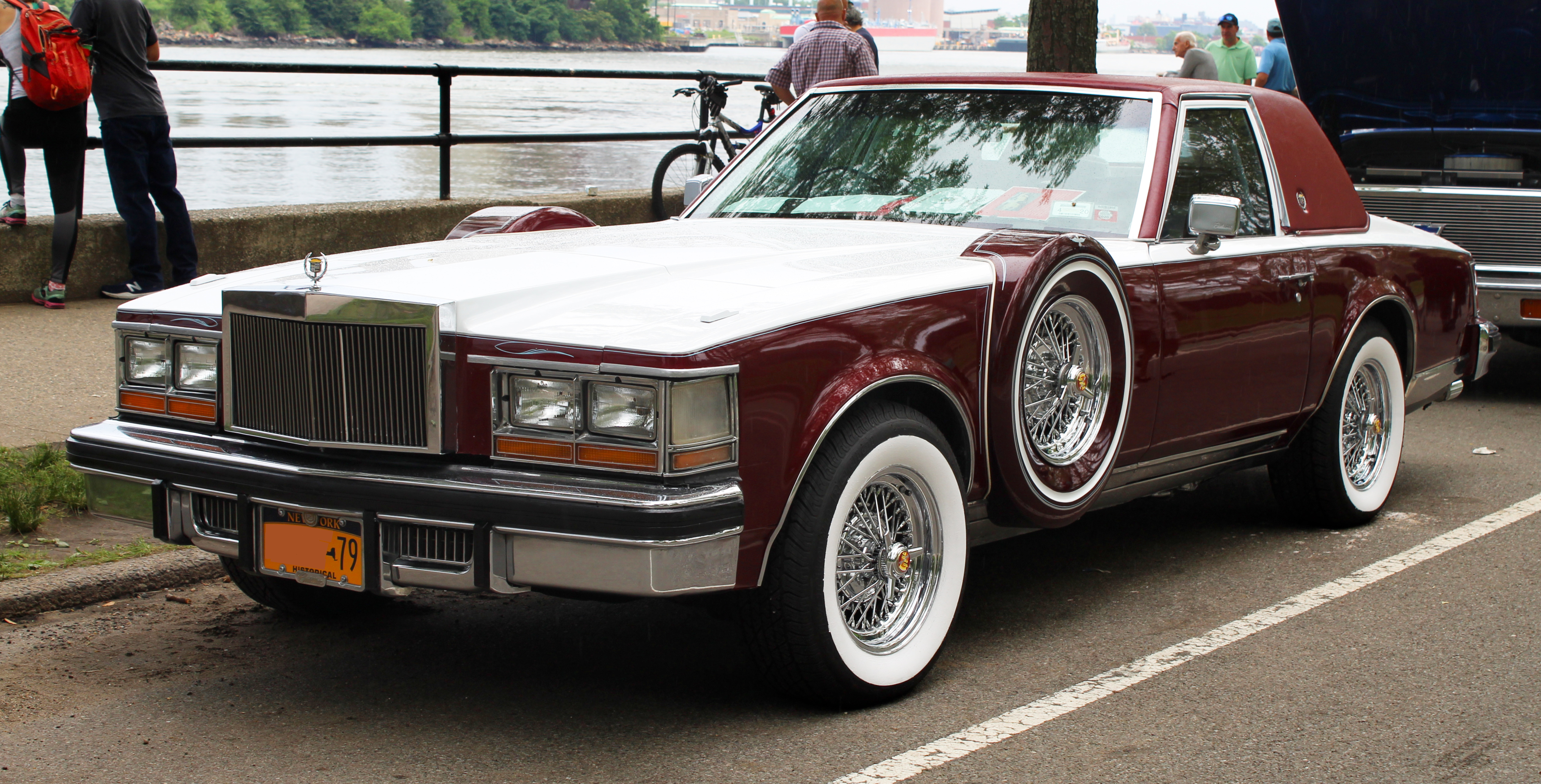
Grandeur Opera Coupé (1979)

Im Angebot standen zweisitzige Coupés und Cabriolets. Die Basis bildete ein eigenes Fahrgestell. Die Motoren kamen vom Cadillac Seville und Lincoln Versailles. Auffallend war die lange Motorhaube. Seitlich davon befanden sich Reserverad-Attrappen.
Ein anderes Cabriolet basierte auf dem Toyota Celica.